# Honda VTX

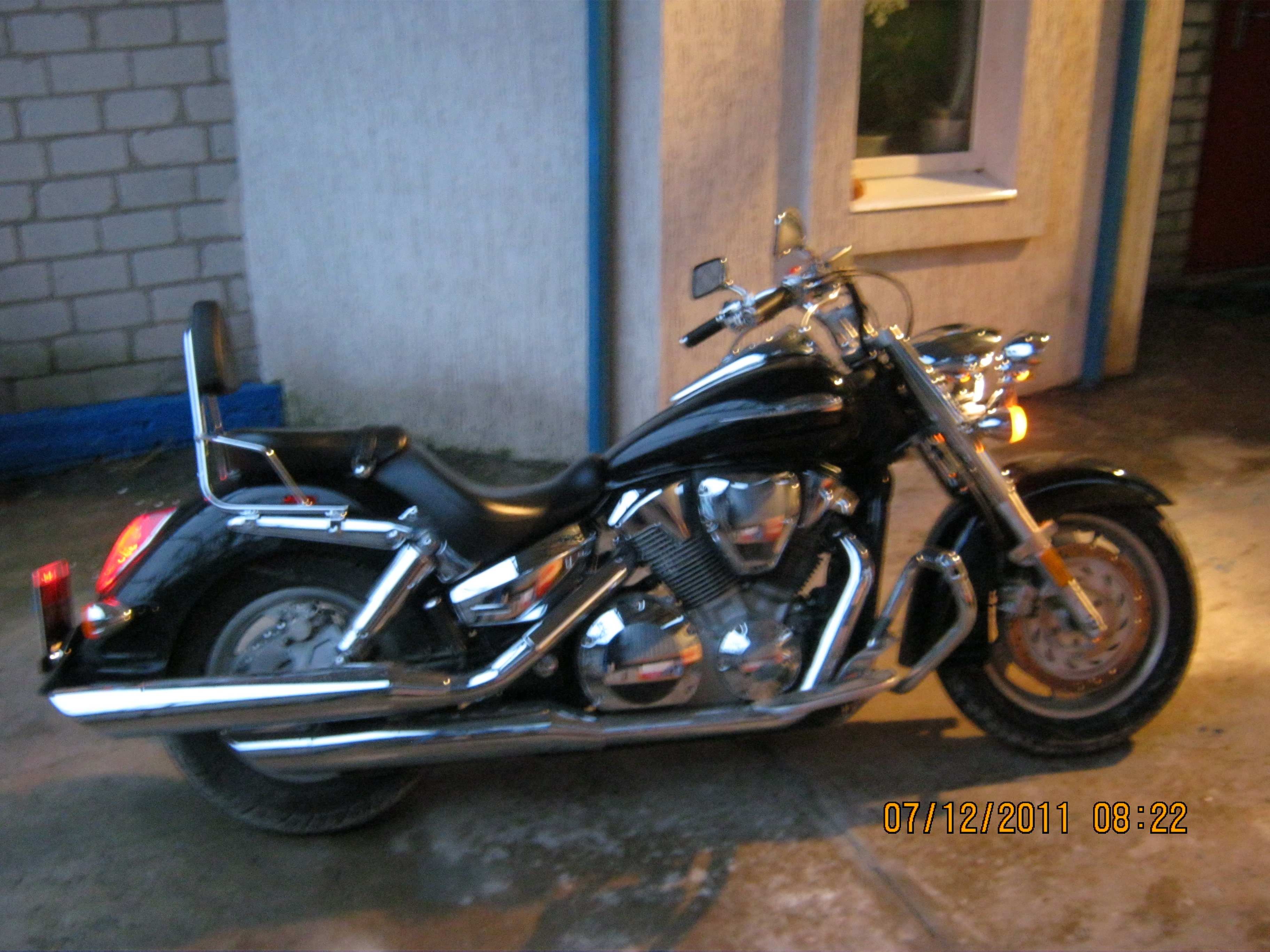
Мотоцикл Honda VTX-1300R

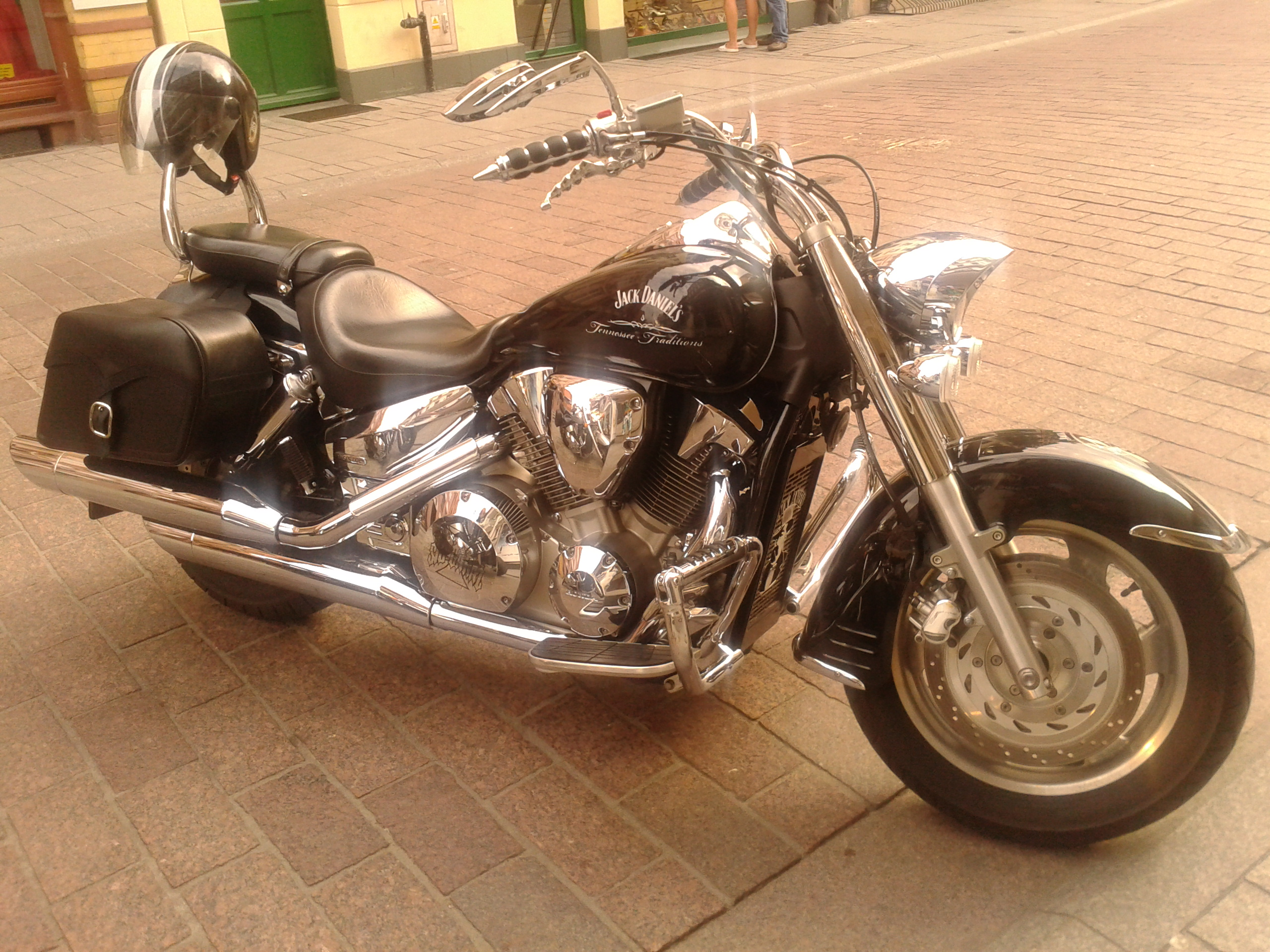
Мотоцикл Honda VTX

Honda VTX-1300 — сімейство мотоциклів в стилі круізер, що виготовляється японською компанією Honda з 2007 року. VTX1300R прийшов на заміну Honda Shadow Sabre.

## Опис
Двигун V-подібний з розвалом циліндрів 52 градуси з рідинним охолодженням і об'ємом 1312 см3, присутні двухосні балансувальні вали для згладжування вібрацій.
У мотоцикла дві свічки на кожен циліндр. Масляний бак розташований в корпусі коробки передач. Висота двигуна зменшена, досягнута вдала ергономіка. Сидіння висотою 686 мм.
У мотоцикла присутній радіаторна система охолодження. У зчепленні використовується центральний гумовий амортизатор, що забезпечує м'яке і безшумне перемикання передач. Мотоцикл має 5 ступенів перемикання передач. Система кінцевого (головного) вала забезпечує м'яку роботу.
Рама мотоцикла виконана з трубчастої сталі. Мотоцикл виглядає довгим, низьким, з класичною посадкою мотоцикліста. Витягнута телескопічна вилка 41 мм володіє ходом в 130 мм.
Ззаду встановлено два хромованих амортизатора з ходом в 94 мм. Присутня система внутрішніх клапанів для поліпшення комфортабельності поїздки. Передні гальма дискові - діаметр диска 336 мм, виконані з нержавіючої сталі. Задні гальма дискові з диском діаметром 296 мм, який також виконаний з нержавіючої сталі.
Об'єм бензобака 18 літрів. Мотоцикл оснащений генератором на 364 Вт батарея на 14 А/год.
Максимальна швидкість мотоцикла 200 км/год. Крутний момент 123 Нм, розгін від 0 до 100 км/год - 6 с.